# Говро, Марсель
Марсе́ль Говро́ (англ. Marcel Gauvreau, род. 9 января 1955 года) — канадский бывший профессиональный снукерист; также играет в пул.

## Карьера
Марсель Говро стал профессионалом в 1983 году, и следующие десять сезонов подряд провёл в мэйн-туре. За свою профессиональную снукерную карьеру он трижды выходил в 1/8 финала различных рейтинговых турниров, а в 1984 достиг 1/16-й чемпионата мира. В матче за выход в следующий круг он проиграл Дэвиду Тейлору, 5:10. Наивысший официальный рейтинг Говро — 43-й.
После 1993 года Марсель покинул мэйн-тур и затем вернулся в Канаду, где и продолжает сейчас играть на различных любительских турнирах по снукеру и пулу.